# Baltzar von Platen (1804-1875)
 Der er flere personer med dette navn, se Baltzar von Platen.
Baltzar Julius Ernst von Platen (16. april 1804 på Frugården i Västergötland - 20. marts 1875 i
Stockholm) var en svensk greve, søofficer og statsmand, søn af Baltzar von Platen (1766-1829).
von Platen forlod allerede ved 14-års Alderen Fædrelandet for som Jungmand
paa et mindre sv. Handelsfartøj under 3 års Sejlads i Middelhavet og Sortehavet at lære de
første Begyndelsesgrunde af Søvæsenet, indskreves derpaa i Flaaden, hvor han 1821
udnævntes til Sekondløjtnant, og uddannede sig senere i sit Fag gennem yderligere 4 Aars dels
engelsk Orlogstjeneste (1825—27), dels Tjeneste med sv. Koffardimænd. Efter Hjemkomsten
1827 ansattes han som Adjutant først hos sin Fader og derefter ved Flaadens
Generaladjutants-Ekspedition samt forfremmedes 1830 til Premierløjtnant. 1838 tog han sin Afsked af
Krigstjenesten. Derefter helligede han sig dels til Varetagelsen af sine egne vidtløftige
Affærer — ved Giftermaal med Greve Carl De Geer’s eneste Barn var han blevet en af
Sveriges rigeste Mænd — dels deltog han i Ledelsen af Göta-Kanalselskab og »Motala Verkstad«.
Paa Rigsdagene lagde han en frisindet Opfattelse for Dagen; paa den stormfulde Rigsdag
1840 gjorde han sig bemærket som liberal og Oppositionsmand samt fremhævede i en
»Motion« om Søforsvarets Ordning Linieskibenes Ubrugelighed og Nødvendigheden af en
Skærgaardsflaade, en Anskuelse, som han gennem hele sit lange Liv stedse havde holdt fast ved.
Han fik Lejlighed til at virke mere direkte for sin Overbevisning, da han 1849 udnævntes
til Marineminister og i Forbindelse dermed til Kommandør i Flaaden; men da Rigsdagen 1851
forkastede hans Forslag til Flaadens fuldstændige Omdannelse, afgik han Jan. 1852 fra sin
Plads i Statsraadet. 1857—61 virkede P. som svensk-norsk Gesandt i London. Efter
Hjemkomsten udnævntes han til Formand i den Komité, som Rigsdagen af 1859 havde begæret
nedsat til Prøvelse af Forslag til Søforsvarets Ordning. 1862 udnævntes P. for anden Gang
til Marineminister og i Forbindelse dermed til Kontreadmiral og gennemførte da 1866 Flaadens
Deling og Skærgaardsartilleriets Oprettelse. Fra sit Statsraadsembede afgik han 1868. 1871—72
var P. Udenrigsminister og 1867—73 Medlem af Rigsdagens første Kammer.